# Juanchi Orellano
Juan Martin Orellano Moreno (nacido el 27 de febrero de 1989, en Rosario, Santa Fe) es un jugador de baloncesto hispano-argentino, que ocupa la posición de base con 1.99 metros de altura. Actualmente milita en el Club Baloncesto Peixefresco Marín de la LEB Oro. 

## Biografía
Es un base formado en las categorías inferiores de Club Atlético Boca Juniors, llegando a debutar en a primera división argentina. 
En 2010 llegó a España desde Argentina a la LEB Plata de mano del CB Illescas en la temporada 2010-11, club vinculado al Baloncesto Fuenlabrada. En 2011 firmaría por Club Xuventude Baloncesto en el que jugaría durante 5 temporadas en Liga EBA y LEB Plata.
En 2016 se marcha a Zornotza Saskibaloi Taldea de Liga LEB Plata y a la temporada siguiente regresa a Cambados para jugar con Club Xuventude Baloncesto.
En la temporada 2017-18 forma parte de la plantilla de Club Xuventude Baloncesto en la que promediaría 10.2 puntos, 5.5 rebotes y 4.5 asistencias por partido.
Disputó la temporada 2018-19 en las filas del Club Baloncesto Peixefresco Marín de Liga LEB Plata, promediando 6.3 puntos, 4 rebotes y 3.4 asistencias por encuentro.
En verano de 2019, tras conseguir el ascenso a la Liga LEB Oro con Club Baloncesto Peixefresco Marín renueva por una temporada para jugar en la temporada 2019-20 por primera vez en la segunda categoría del baloncesto profesional en España.